# R.EV 1703 Fietsroute

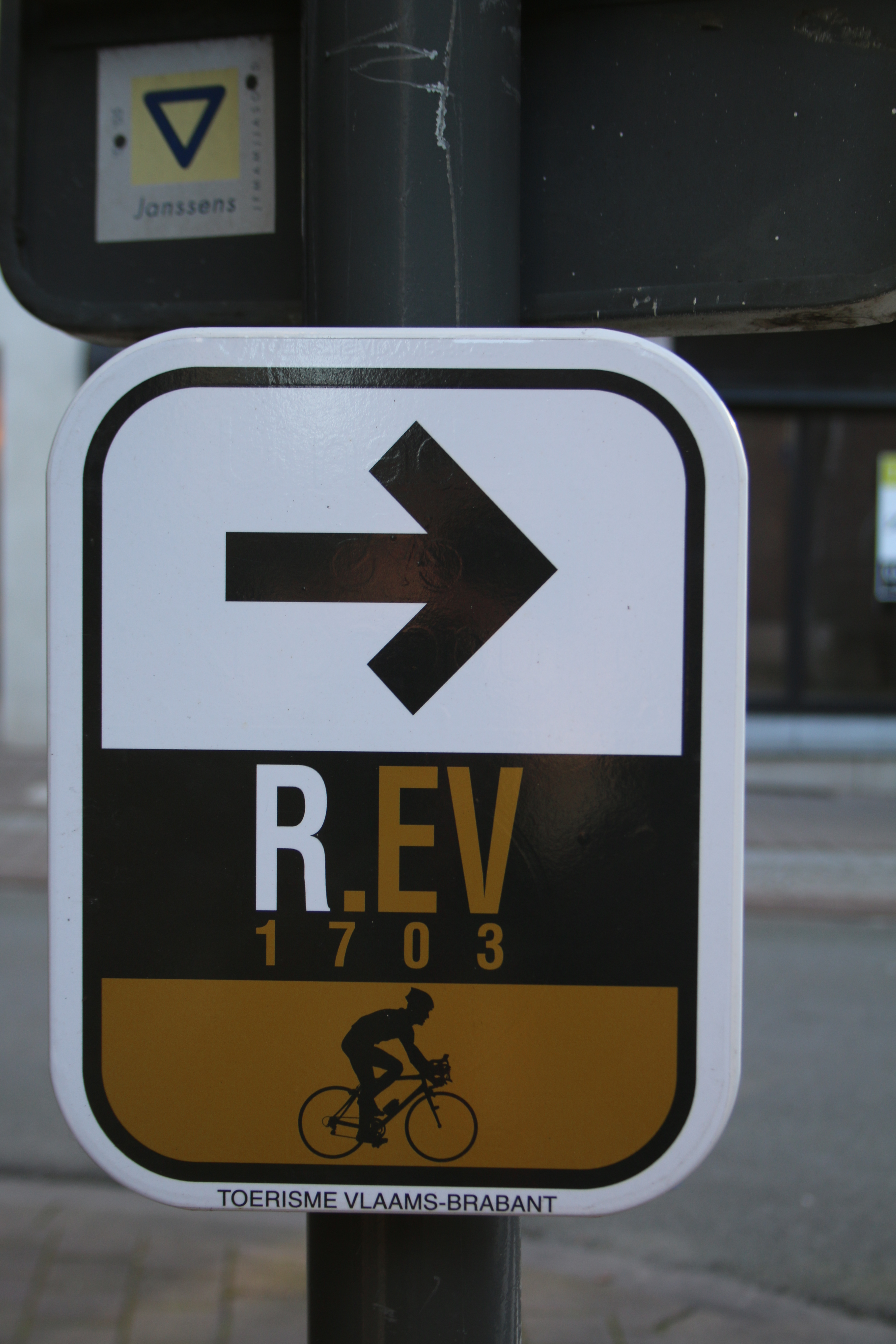

De R.EV 1703 Fietsroute is een lusvormige fietsroute van 94 km door het Pajottenland en een klein stukje Vlaamse Ardennen. De toeristische wielerroute maakt een lus door het gebied waar Remco Evenepoel vandaan komt. De route is bewegwijzerd met dezelfde soort bebording als de Ronde van Vlaanderenroute. De route telt 840 hoogtemeters en 6,5 km kassei.
De route gaat door de provincies Vlaams-Brabant en Oost-Vlaanderen (Vlaanderen) en Henegauwen (Wallonië).
Vanuit Schepdaal voert de route over de hellingen Steenhoutberg, Muur-Kapelmuur, Bosberg, Congoberg, Ransbergstraat en Verlossingsstraat. 
Naast hellingen in kassei voert de route ook over een drietal kasseistroken waarvan de Schavolliestraat het bekendst is. Deze zit vaker in de finale van de Brabantse Pijl voor vrouwen.
Belangrijke plaatsen zijn Vollezele, Galmaarden, Geraardsbergen, Itterbeek en Sint-Pieters-Leeuw. Van Geraardsbergen tot Atembeke loopt de route kort parallel met de rode lus van de Ronde van Vlaanderenroute.